# Maksim Litvinov
Maksim Maksimovitj Litvinov (russisk: Макси́м Макси́мович Литви́нов, russisk udtale: [mɐˈksʲim mɐˈksʲiməvʲɪtɕ lʲɪˈtvʲinəf]; født Meir Henoch Mojszewicz Wallach-Finkelstein (forkortet til Max Wallach, russisk: Макс Ва́ллах); 17. juli 1876 – 31. december 1951) var en russisk revolutionær og en fremtrædende diplomat i Sovjetunionen.

## Ungdom og første eksilperiode
Han blev født som Meir Henoch Mojszewicz Wallach-Finkelstein i en velhavende familie af litauiske jøder i Białystok i det russiske kejserrige. Byen havde tidligere været en del af det polsk-litauiske rige og blev i 1944 en del af Polen. Familien beskæftigede sig med bankvæsen og han var næstældste søn af Moses og Anna Wallach. Han meldte sig ind i Ruslands Socialdemokratiske Arbejderparti (RSDAP) i 1898. På det tidspunkt var partiet en ulovlig organisation og det var normalt, at medlemmerne brugte dæknavne. Max Wallach skiftede navn til Maksim Litvinov (et udbredt litauisk-jødisk efternavn), men var også kendt som Papasja og Maksimovitj. Litvinov skrev desuden artikler under navnene M.G. Harrison og David Mordecai Finkelstein.
Hans første ansvarsområde var blandt andet at propagandere for partiet i Tjernigov guvernementet. I 1900 blev Litvinov medlem af partikomiteen i Kiev, men hele komiteen blev arresteret i 1901. Efter at have siddet fængslet i 18 måneder, organiserede han en flugt for 11 fanger fra Lukjanivska-fængslet, og han boede derefter i eksil i Schweiz, hvor han var redaktør for den revolutionære avis Iskra("Gnisten"). I 1903 sluttede han sig til bolsjevikkernes fraktion og vendte tilbage til Rusland. Efter revolutionen i 1905 blev han redaktør for RSDAP's første legale avis, Novaja Sjisn ("Nyt liv"), i St. Petersborg.

## Andet udlandsophold
Da den russiske regering begyndte at arrestere bolsjevikker i 1906, forlod Litvinov landet og tilbragte de næste ti år i landflygtighed som våbenhandler for partiet. Fra sin bopæl i Paris rejste han over hele Europa, og med opdigtede identiteter (for eksempel våbenopkøber for Ecuadors regering) lykkedes det ham at købe rifler i Belgien, Tyskland og Østrig-Ungarn. På trods af enkelte tilbageslag - mest spektakulært en lystyacht proppet med rifler, der strandede i Rumænien - havde han held med at få en del våben smuglet ind i Rusland via Finland og Sortehavet.
I 1907 deltog han i RSDAP's femte kongres, der blev afholdt i London. Han boede først på et billigt herberg (Rowton Houses). Josef Stalin boede på et tilsvarende Rowton herberg i Whitechapel, indtil partiet fik skillinget sammen til, at de to kunne dele et lejet hus.
I 1908 blev han med dæknavnet Meer Wallach arresteret af det franske politi, fordi han blev antruffet med 12 styk af de 500-rubel sedler, der var blevet stjålet ved bolsjevikkernes bankrøveri i Tiflis, 26. juni 1907. Litvinov blev deporteret fra Frankrig og havnede i North Belfast in Nordirland. Der ernærede han sig som sproglærer i Jaffe Public Elementary School til 1910. Derpå flyttede han til London, hvor han var aktiv i International Socialist Bureau, der var en organisation i Anden Internationale. I begyndelsen af 1918 udnævnte Trotskij (der var folkekommissær for udenrigsanliggender), ham til Den russiske socialistiske føderative sovjetrepubliks første udsending til Storbritannien. Hans diplomatiske status blev imidlertid ikke officielt anerkendt af den britiske regering, der ønskede at bibeholde en tvetydig holdning overfor det nye regime i Rusland. Litvinovs modstykke på denne tid var R. H. Bruce Lockhart, en britisk agent, der uofficielt repræsenterede Storbritanniens interesser i Moskva.

I England traf Litvinov Ivy Low, som han blev gift med. Hun var datter i en af de mest betydningsfulde jødiske familier i Storbritannien. Ivy Lows forfædre var udvandret fra Ungarn efter den fejlslagne revolution i 1848. Hendes far, Walter Low, var en fremtrædende forfatter og en god ven af H.G. Wells. De debatterede ivrigt: Low fremførte jødiske synspunkter, og Wells argumenterede for en sekulær filosofi. Faktisk kritiserede Wells senere "Litvinoff" i sin bog fra 1933, The Shape of Things to Come: 
| Citat | Der var altid stor forskel i Rusland mellem teori og praksis, og Litvinoff, der repræsenterede det første store eksperiment med planlægning, var alt for optaget af de specifikke emner, der var i spil mellem hans land og den vestlige verden, handelsembargoer og blokering af kreditter, for eksempel, og det betød, at han ikke brugte den lejlighed, han ellers havde til at appellere til verdenssamfundet. Han gjorde intet for at anvende kommunismens grundlæggende principper på den situation, verden stod i. Her var der et ekstraordinært behov for planlægning, men han sagde intet om femårsplaner og tiårsplaner for hele verden. Her var der en situation, der råbte på kollektiv indsats, og han råbte ikke engang op om verdenssocialismens uafvendelighed. Tilsyneladende havde han glemt at se verden som et hele, nøjagtigt som de kapitalistiske delegerede. Han tænkte på Rusland over for verdens øvrige lande, som om han var en almindelig kapitalistisk patriot." | Citat |
|       | |       |

## Efter oktoberrevolutionen
Efter Oktoberrevolutionen i 1917, blev Litvinov som nævnt det nye styres repræsentant i Storbritannien. I 1918 blev han arresteret, og blev først sluppet fri, da russerne løslod Bruce Lockhart, som var blevet arresteret i Rusland. Sagen endte med, at de to arrestanter blev udvekslet. I 1919 udgav han på engelsk The Bolshevik Revolution: Its Rise and Meaning, der blev distribueret af det britiske socialistparti (BSP).
Litvinov fungerede herefter som rejsende ambassadør for Sovjetunionen. Hans indsats var af afgørende betydning for, at Storbritannien gik med til at afslutte sin økonomiske blokade, og han fik gennemført handelsaftaler med en række europæiske lande. I februar 1929 fik han skabt Litvinov-pagten i Moskva, underskrevet af Sovjetunionen, Polen, Rumænien, Letland og Estland. Pagten betød, at landene lovede at afstå fra vold som løsning på deres uoverensstemmelser, og den blev også omtalt som den "østlige Briand-Kellogg pagt".
I 1930 udnævnte Josef Stalin Litvinov til folkekommissær for udenrigsanliggender (udenrigsminister). Med udgangspunkt i sin tiltro til kollektive sikkerhedsaftaler, arbejdede Litvinov utrætteligt på at knytte tættere bånd til Frankrig og Storbritannien. I 1933 lykkedes det ham at få U.S.A.'s regering til at anerkende Sovjetunionen, og han besøgte landet og mødte den nyvalgte præsident Roosevelt. Præsidentens modsvarende gestus bestod i at sende filmstjernen Harpo Marx til Sovjetunionen som good-will ambassadør. Han blev i Moskva i seks uger, og Litvinov og Marx blev så gode venner, at de oven i købet var på scenen sammen, som en del af Harpos show. Litvinov fik også udvirket, at Sovjetunionen blev optaget i Folkeforbundet, og han var sit lands repræsentant i årene fra 1934 til 1938.

## Forhandlinger med Tyskland og fyring
Efter Münchenaftalen havde de tyske medier stor fornøjelse af at pukke på Litvinovs jødiske afstamning, og der gik sport i at omtale ham som "Finkelstein-Litvinov."
Den 3. maj 1939 udskiftede Stalin Litvinov med Vjatjeslav Molotov. Samme aften omringede tropper fra NKVD udenrigskommissariatets kontorer. Telefonlinjen til Litvinovs datja blev afbrudt, og næste morgen indfandt Molotov, Georgij Malenkov og Lavrentij Beria sig i kommissariatet for at informere Litvinov om, at han var blevet afskediget. Efter Litvinovs fratræden blev adskillige af hans medarbejdere arresteret og udsat for vold, øjensynligt i et forsøg på at få kompromitterende oplysninger fra dem.
Udskiftningen af Litvinov med Molotov gjorde det betydeligt nemmere for Stalin at manøvrere udenrigspolitisk. Litvinovs jødiske afstamning var en anstødssten for Nazi-Tyskland, og hans forsvinden fra udenrigspolitikken fjernede en knast i forhandlingerne med Tyskland. Stalin gav straks Molotov ordre til at "rense ministeriet for jøder." Molotovs kommentar til Stalins ordre var: "Gudskelov for de ord! Jøderne udgjorde et absolut flertal i ledelsen og blandt ambassadørerne. Det var ikke godt."
Set i lyset af Litvinovs tidligere forsøg på at skabe en antifascistisk koalition, hans støtte til doktrinen om kollektiv sikkerhed sammen med Frankrig og Storbritannien, og hans pro-vestlige orientering - ud fra Kremls normer - så signalerede hans afskedigelse, at Sovjetunionen havde en valgmulighed vedrørende tilnærmelse til Tyskland. På samme måde var udnævnelsen af Molotov et signal til Tyskland om, at USSR var til at handle med. Afskedigelsen var ligeledes en udmelding til Frankrig og Storbritannien om, at der fandtes en potentiel forhandlingsmulighed med Tyskland. En britisk embedsmand skrev, at Litvinovs forsvinden også betød tabet af en beundringsværdig tekniker og støddæmper, mens Molotovs "modus operandi" var "mere ægte bolsjeviktisk end diplomatisk eller kosmopolitisk."
Med henvisning til underskrivelsen af Molotov-Ribbentrop-pagten tre måneder senere, med dens hemmelige tillægsaftale om en deling af Østeuropa, udtalte Hitler til nogle af sine militære ledere, at "udskiftningen af Litvinov var afgørende." En tysk embedsmand fortalte den sovjetiske ambassadør, at Hitler også var tilfreds med, at Litvinovs afløser, Molotov, ikke var jøde. Hitler skrev også til Mussolini, at Litvinovs afskedigelse viste Kremls beredvillighed til at ændre forholdet til Berlin, hvilket førte til "den mest omfattende ikke-agressions pagt, der findes." Litvinov blev senere spurgt om årsagerne til hans afskedigelse, og han svarede ved at spørge, "Tror De virkelig, at jeg var den rette til at underskrive en traktat med Hitler?"
Litvinov havde ligesom Churchill bange anelser vedrørende Münchenaftalen. Efter at Sovjetunionen var blevet invaderet, 22. juni 1941, sagde Litvinov i en radioudsendelse til Storbritannien og U.S.A., "Vi var hele tiden klar over den fare, en tysk sejr på vestfronten udgjorde for os," hvilket en kommentator beskrev som, "i det taktfulde sprog, håndlangere er nødt til at anvende over for diktatorer ... var ensbetydende med "Hvad sagde jeg". Da Sovjetunionen blev kastet ud i Den store Fædrelandskrig, udnævnte Stalin Litvinov til stedfortrædende kommissær for udenrigsanliggender. Litvinov blev også udnævnt til ambassadør i U.S.A., og han gjorde en stor indsats for at skabe den Lend-Lease aftale, der blev underskrevet med U.S.A. i 1941. Litvinov var ambassadør indtil 22. august 1943.

## Død og eftermæle
I 1945 blev Litvinov nævnt af Halvdan Koht som en af de syv kandidater, der var værdige til at modtage Nobels fredspris. Han nominerede imidlertid ingen af dem, og prisen gik i stedet til Cordell Hull.
Der er gået rygter om, at Litvinov blev myrdet efter ordre fra Stalin til USSR's indenrigsministerium (MVD): Ifølge Anastas Mikojan kørte en lastbil med fuldt overlæg ind i Litvinovs bil, da den rundede et sving tæt ved hans datja, på den sidste dag i 1951, og han døde efterfølgende af sine kvæstelser. Den britiske tv-journalist Tim Tzouliadis skrev: "Snigmordet på Litvinov markerede en intensivering af Stalins antisemitiske kampagne." Familien havde imidlertid en helt anden forklaring. Ifølge Litvinovs hustru og datter, var han og Stalin stadig på god fod med hinanden, da han døde. Han havde en alvorlig hjertesygdom, og han fik den bedste behandling, der kunne opdrives, i de sidste uger af sit liv, indtil det afsluttende hjerteanfald 31. december 1951.
Efter Litvinovs død blev hans enke i Sovjetunionen helt til 1972, hvor hun flyttede tilbage til Storbritannien. Litvinovs sidste ord til hende havde ellers været: "Englænderinde, rejs hjem".
Molotov bemærkede senere, at Litvinov var "forblevet i de levendes tal på grund af rent held." Hans holdning var, at "Litvinov var aldeles fjendtligsindet over for os [...] Han fortjente den højeste grad af straf fra proletariatet. Enhver straf."
Hans barnebarn Pavel Litvinov (født 1940) er russisk fysiker og forfatter, og var systemkritiker i sovjettiden.

## Forfatterskab
- The Bolshevik Revolution: Its Rise and Meaning. London: British Socialist Party, (1919).

### Fodnoter
1. ↑  Litvinov, der "blev omtalt af tysk radio som "Litvinov-Finkelstein", blev droppet til fordel for Vjatjeslav Molotov. "Den fremragende jøde", som Churchill formulerede det, målet for tyskernes vrede, blev skubbet til side ... som et ituslået værktøj ... jøden Litvinov var væk og Hitlers værste fordomme var formildede."[13]
2. ↑  I forordet til en artikel fra 1992 skrev Geoffrey Roberts: "Måske er den eneste vragrest fra den forliste ortodokse tolkning af Litvinovs fyring en opfattelse af, at da Stalin udnævnte Molotov til udenrigsminister, åbnede han døren for en mulig aftale med Hitler. Set i lyset af Litvinovs jødiske afstamning og hans militante antinazisme, er det ikke nogen urimelig antagelse. Men det er en hypotese som endnu ikke er bevist. Desuden skal vi se, at de beviser, der findes, peger i retning af, at Stalins beslutning var baseret på helt andre omstændigheder og beregninger"[22]
3. ↑  Ifølge Paul Flewers, udelukkede Stalins tale til Kommunistpartiets 18. kongres, 10. marts 1939, enhver tanke om, at Tyskland skulle have planer vedrørende Sovjetunionen. Stalins hensigt var: "At være forsigtig og ikke tillade, at vort land trækkes ind i konflikter, skabt af krigsmagere, der er vant til, at andre rager kastanjerne ud af ilden for dem." Dette var beregnet som en advarsel til de vestlige lande om, at de ikke nødvendigvis kunne regne med støtte fra Sovjetunionen. Som Flewers formulerer det, "Stalin udtrykte offentligt - og uden hårfine formuleringer - at det var underforstået, at man ikke længere kunne udelukke en eller anden aftale mellem Sovjetunionen og Tyskland."[27]

## Eksterne links
- Maksim Litvinov på gravsted.dk

- Wikimedia Commons har flere filer relateret til Maksim Litvinov
- Biography seks udgaver fra forskellige kilder (russisk)
- The Bolshevik revolution : its rise and meaning  af Maksim Litvinov (engelsk)

| Politiske embeder                | Politiske embeder                                | Politiske embeder                   |
| -------------------------------- | ------------------------------------------------ | ----------------------------------- |
| Efterfulgte: Georgij Tsjitsjerin | Folkekommissær for udenrigsanliggender 1930–1939 | Efterfulgtes af: Vjatjeslav Molotov |